# Лолашвілі Бадрі Годердзійович
Бадрі Годердзійович Лолашві́лі — український освітянин, старший лейтенант Збройних Сил України, учасник російсько-української війни, що загинув у ході російського вторгнення в Україну в 2022 році.

## Життєпис
Бадрі Лолашвілі народився 3 січня 1980 року в місті Саґареджо Грузинської РСР. Ще в дитячому віці разом з батьками переїхав до селища Драбів (з 2020 року — центр однойменної територіальної громади) Черкаської області. 

### Трудова діяльність
Після закінчення Національного технічного університету «Харківський політехнічний інститут» почав трудову діяльність на посаді провідного економіста фінансового управління Драбівської районної державної адміністрації. Потім працював начальником контрольно-ревізійного відділу в Оболонському районі м. Києва, перейшов на посаду начальника відділу Департаменту освіти і науки, молоді та спорту, згодом — директор КНП «Освітня агенція міста Києва».
За період керівництва Бадрі Лолашвілі цим комунальним підприємством розроблено і впроваджено принципово нові інструменти цифровізації освіти, а також зроблено важливий крок до їх модернізації та технічного забезпечення. А саме — створено платформу з вивчення природничих наук з використанням доповненої та віртуальної реальності «BookVAR», що є унікальним додатком, який дає змогу за допомогою тривимірної графіки візуалізувати явища, закони та експерименти під час навчання.
З 2018 року Агенція створила 7 автономних частин платформи, які відповідають всім нормам та потребам під час вивчення Фізики (з 7 по 11 класи) та Хімії (8 та 9 класи). «BookVAR» забезпечує учнів м. Києва безкоштовним та необмеженим доступом до бібліотек із 280 експериментами у доповненій та 160 у віртуальній реальності. Платформа озвучена українською мовою, має тестові завдання та може використовуватися як під час очного, так і дистанційного навчання.
«Перше онлайн радіо «Школа» (радіо П.О.Р.Ш.) — ще один незвичний сучасний інструмент освіти, який реалізувала Освітня агенція. Це інтернет-радіо, контент якого на 70% складає сучасна музика, більша частина з якої — українська. 30% контенту складають короткі текстові ролики пізнавального та освітнього характеру. Текстові ролики мають тривалість від 60 до 480 секунд, кожна окрема тематика має свій час в ефірі. На початок 2022 року програмний продукт радіо складає близько 20 тем, розрахованих на різний шкільний вік. Радіо П.О.Р.Ш. це не канал мовлення від дорослих — дітям. Його основна ідея в тому, що контент мають створювати самі учні, вивчаючи майстерність слова та отримуючи практичні навички.

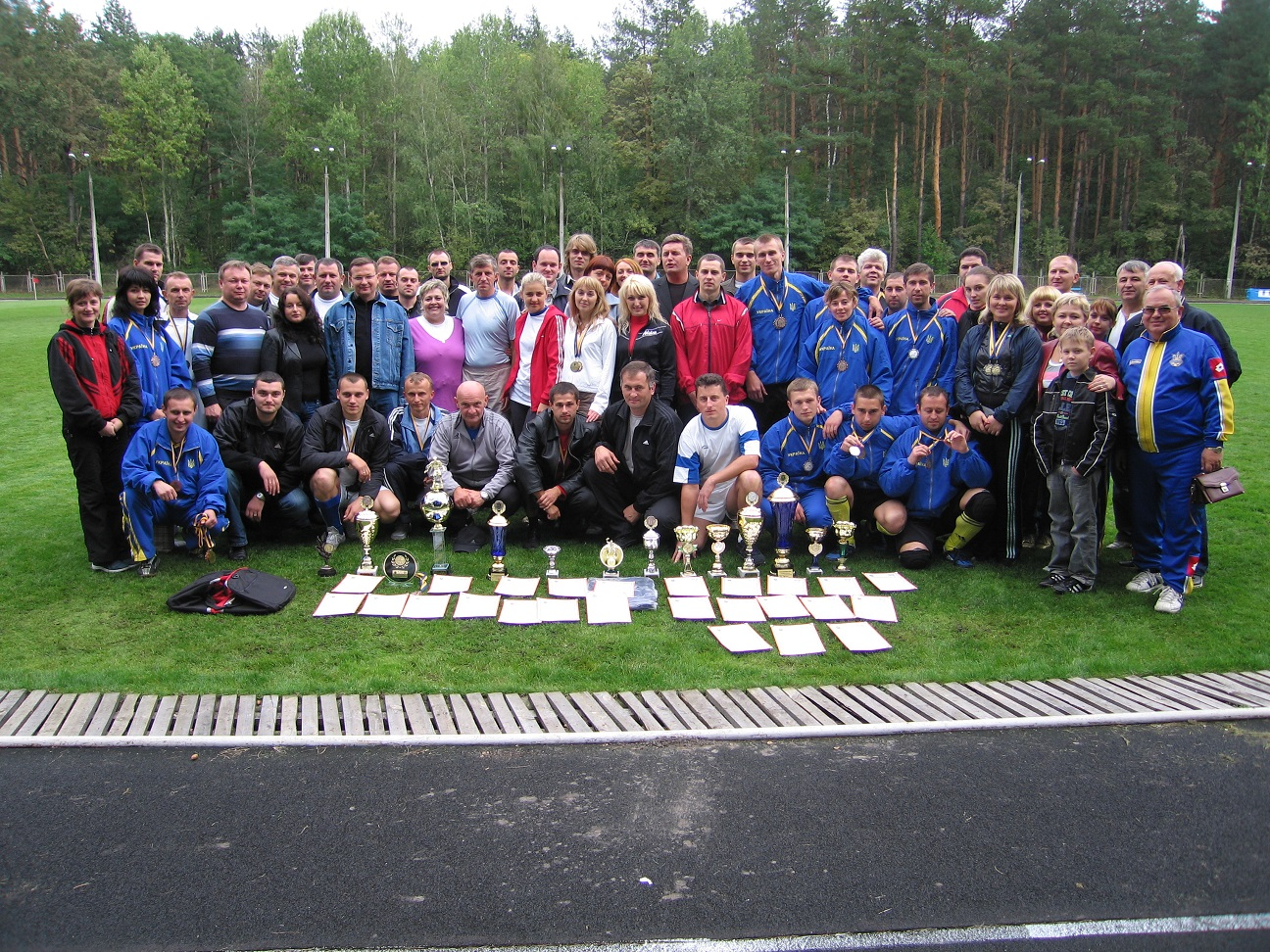
Призери спартакіади працівників КРУ у 2008 році (Бадрі Лолашвілі п'ятий у другому ряду справа)

Завдяки особистому зацікавленню в сучасних технологіях, Бадрі Лолашвілі постійно брав участь у вивченні новітнього обладнання для закладів освіти. Програма розвитку та підтримки STEM-дисциплін в м. Київ отримала підтримку Департаменту освіти і науки виконавчого органу Київської міської ради (Київської міської державної адміністрації). З 2018 року Агенція підтримує розвиток змагань з робототехніки MakeX, в яких беруть участь учні столиці.
У 2021 році був реалізований масштабний проєкт «Електронна учительська», завдяки якому 15 опорних закладів отримали комплексне сучасне обладнання для розвитку дистанційної освіти.
Забезпечення столичних закладів освіти швидкісним доступом до мережі Інтернет також відбувалось за безпосередньої участі спеціалістів Агенції та під керівництвом Бадрі Лолашвілі.
Також одним із відомих проєктів, які розвивалися за часів керівництва Бадрі Лолашвілі, є «Карта освітніх потреб». Це складна електронна система, яка дозволяє у відкритому доступі отримувати вичерпну інформацію про всі столичні заклади освіти (включаючи дошкільні та професійні/професійно-технічні), від адреси розташування до всієї матеріально-технічної бази та інших відкритих даних. Завдяки цьому проєкту громадяни можуть самостійно опрацьовувати інформацію про заклади та обирати для дітей найкращі за десятками параметрів.
КНП «ОСВІТНЯ АГЕНЦІЯ МІСТА КИЄВА» під керівництвом Бадрі Годердзійовича Лолашвілі здійснювала повний професійний моніторинг освітнього середовища столиці, а також реалізувала відомі освітні та соціальні проєкти для дорослого населення.
«Освітній Хаб міста Києва» є структурним підрозділом Агенції, який створив десятки курсів для дорослих, «Дитячий садок онлайн», Платформу «Академія громад України», а також відому навіть у Західній Європі віртуальну платформу емоційної підтримки Моніторингового центру КМДА, яка почала працювати в період пандемії COVID-19, а нині переформатована під потреби населення під час воєнного стану.

### Служба в ЗСУ
У 2014 році підписав контракт із ЗСУ, ніс військову службу під час війни на сході України. З початком повномасштабного російського вторгнення в Україну мобілізований та перебував на передовій. Обіймав військову посаду офіцера запасної роти 72-ї окремої механізованої бригади імені Чорних Запорожців.
Загинув Бадрі Лолашвілі 13 березня внаслідок запеклого бою в селі Мощун Київської області. Похований 6 травня 2022 року в селищі Драбів на Черкащині.
Указом Президента України Бадрі Лолашвілі 11 травня 2022 року нагороджений орденом Богдана Хмельницького ІІІ ступеня посмертно. Нагороду 19 жовтня 2022 року вручили матері загиблого Ларисі Павлівні Лолашвілі начальник другого відділу Золотоніського РТЦК та СП Євгеній Тютюнник та селищний голова Драбівської громади Світлана Орел.

## Ушанування пам'яті
Брат Павло Лолашвілі та мати Лариса Лолашвілі заснували Благодійний фонд «Бадрі Лолашвілі», а також започаткували Меморіал пам’яті в Мощуні. Мета фонду – увічнити спільну пам'ять, історію, свідчення, спогади про події та героїв, які загинули, захищаючи столицю, шляхом створення друкованих та відеоматеріалів.
У грудні 2023 року колектив Департаменту освіти і науки під час підсумкового засідання колегії запропонував до обговорення питання запровадження відомчої відзнаки за інноваційний розвиток у галузі освіти — «Медаль Бадрі Лолашвілі».

## Нагороди
- Орден Богдана Хмельницького III ступеня (2022, посмертно) — за особисту мужність і самовіддані дії, виявлені у захисті державного суверенітету та територіальної цілісності України, вірність військовій присязі[7].
- Орден «За мужність» ІІІ ступеня (22 серпня 2016 р.)[1].
- Медаль «Честь. Слава. Держава»[1].
- Медаль «За оборону рідної держави» (вручається ВГО «Країна»)[1].
- Відзнака «За вірність народу України» (12 жовтня 2015 р.).
- Нагрудний знак «Відмінник столичної освіти»[1].